# 貓咪論壇
貓咪論壇，是台灣知名的寵物貓論壇，共有九萬多名註冊會員、十萬多篇主題及二十多萬的回覆（2008年9月）。該論壇除了提供網友討論貓的豢養心得與知識的場所，也參與不少流浪貓、病貓、受虐貓的救助。
該網站中的「貓咪救生隊 」是台灣活躍的流浪貓救援組織。而該論壇各地區的「貓咪認養公佈欄」是台灣熱門的貓咪認養管道。2005年2月，貓咪論壇與高雄市關懷流浪動物協會合作，誘捕並送養了被困在高雄市火車站後站地下風管內百餘天的流浪貓，該年4月，論壇主動聯繫收留台灣大學失去雙腿小公貓的台大人類系學生，表明願意資助一半的醫療費用等等。2006年的內湖虐貓事件，更使該論壇聲名大噪。
目前最高在線數量紀錄是於2008年11月1日出現的289名網民（會員及非會員共計）瀏覽。

## 論壇功能

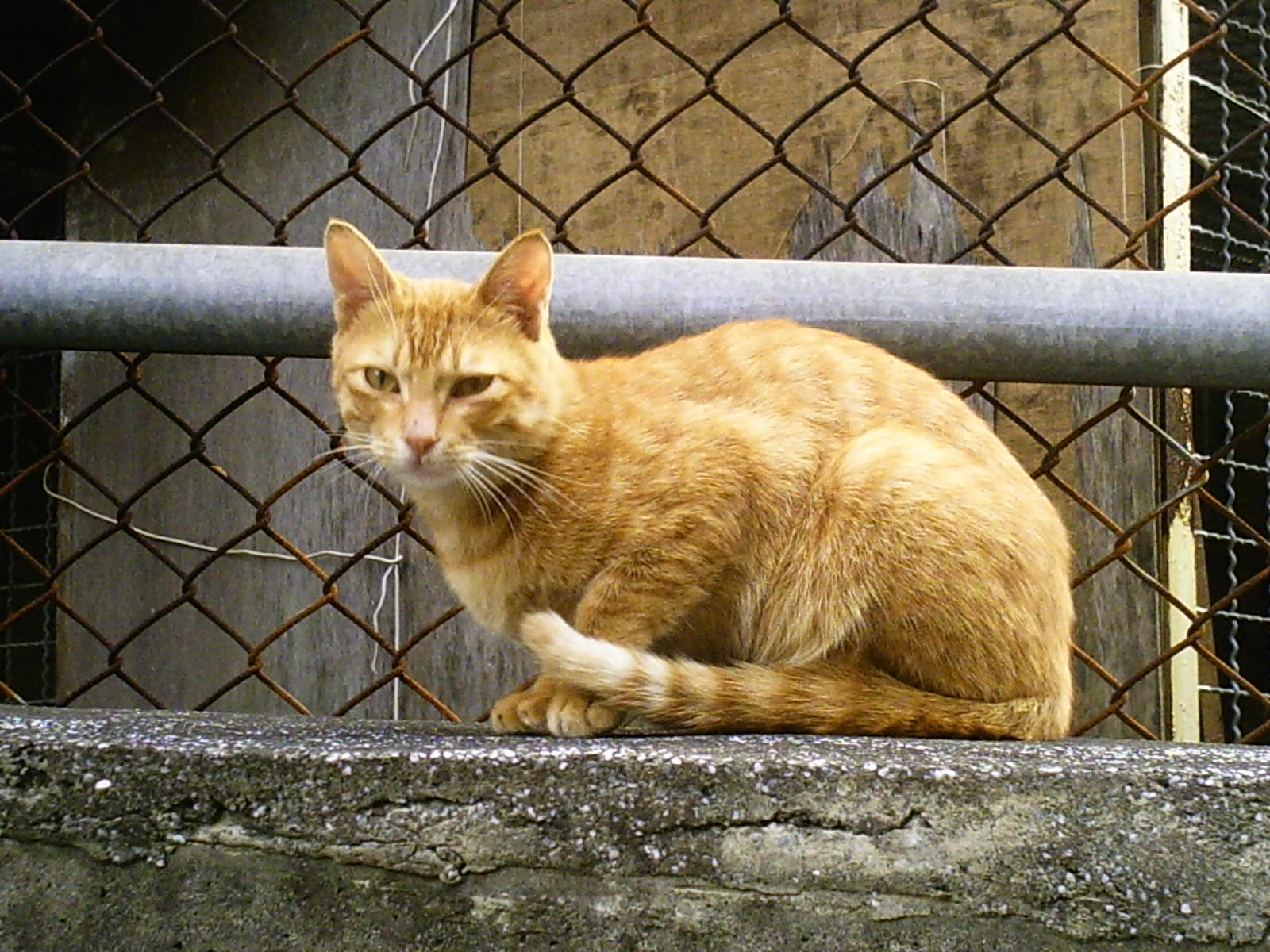
流浪貓

- 一般討論：各種不同版面的的討論區，有的分享貓咪的養育經驗，也有分享貓咪的照片、用品買賣，或是提供一個「讓貓友互相交流的場所」等專板。
- 貓咪救生隊：提供撿到流浪貓網友一個求助與徵求中途的管道，許多虐貓事件也是在此被曝光的。
- 尋貓啟示：提供家中貓咪不見的貓友尋找貓咪。
- 貓咪認養公佈欄：提供貓咪認養的管道與送養貓咪事後追蹤。目前依照台灣地域，分為「北部地區認養公佈欄」、「中部地區認養公佈欄」、「南部地區認養公佈欄」等六版。

## 論壇對臺灣知名虐貓事件的反應

### 內湖虐貓事件
2006年6月25日，內湖虐貓事件爆發，短時間內，貓友即將此訊發布至該論壇，該論壇在內湖虐貓事件中，扮演追蹤事件的重要角色。一開始完全不知虐貓者身份，照片貼上貓咪論壇的貓咪救生隊板以後，論壇網友分析照片內容，先是從IP確認虐貓者住在台北市內湖區，又以照片背景比對，找出虐貓者的住址、電話等資料並公布在論壇上，並引起傳媒的廣泛報導，論壇因此聲名大噪。論壇上有網友號召到施虐者住處抗議，網友聚集在事件主角方姓男子的住處前要求交出其他可能遭虐的小貓，也讓方姓男子受到騷擾。因內湖虐貓事件而對貓咪論壇貓友造成廣大的影響，而該事件也使更多的貓咪論壇網友發現更多潛在於社會中的虐貓案。

### 米粒義賣事件
該事件起因於2006年底，網路上一位化名「米粒」的林姓女子以中途（指義務照顧流浪動物者）需要資助為名，在論壇上發起義賣，並稱剩餘款項將匯給高雄市關懷流浪動物協會並公佈匯款收據。由於對捐款流向存疑，2007年2月，網友以一元無摺存款的方式取得收據上匯入帳戶的戶名，證實她將義賣所得的大部分，匯入自己名下的帳戶，雖然事發後林女將款項捐出，還是被警方以詐欺罪送辦。此事引起媒體的廣泛報導，警方也稱讚網友們的蒐證過程很精彩，不過呼籲這類蒐證動作還是由警方來做比較好。

### 畸形貓事件
被揭漏的虐貓事件逐漸在2007年減少，取而代之的是論壇上愈來愈多的可愛貓咪照片，最後一個讓媒體廣泛報導的虐貓事件即為畸形貓事件，該事件在最後才被證實是一場誤會。
事件起因於2007年4月，有該論壇網友在台北市萬盛街聽到貓慘叫，發現疑似受虐的貓，因而向台北市動物衛生檢驗所通報。不過網友指責動檢所態度冷漠，且聽信飼主說法，認為貓是天生殘疾，在地上摩擦爬行產生褥瘡流血，而未進一步調查即離去。本事件引起論壇上網友群情激憤，並向媒體爆料，飼主鄰居議論紛紛，動檢所也因此同意做更進一步的調查。不過根據《蘋果日報》報導，事後動檢所證實該小貓之前就有就醫紀錄，表明牠的確是天生殘疾，飼主對於貓十分用心照顧，並無虐待動物的行為。

## 外部連結
- 貓咪論壇首頁 （页面存档备份，存于）

貓咪論壇對於內湖虐貓事件評論之主題文章
- 延續內湖虐貓案 （页面存档备份，存于）
- 內湖疑似發生虐貓 （页面存档备份，存于）